# Liga de Voleibol Superior Masculino 1988
La Liga de Voleibol Superior Masculino 1988 si è svolta nel 1988: al torneo hanno partecipato 15 franchigie portoricane e la vittoria finale è andata per la ottava volta ai Changos de Naranjito.

## Regolamento
La competizione vede le quindici franchigie partecipanti divise in due gruppi, detti Sezione A e Sezione B, e posti in posizione gerarchica tra loro:
- Nella Sezione A concorrono sette franchigie, che danno vita ad un girone all'italiana:

Le squadre classificate dal terzo al sesto posto accedono ai quarti di finale dei play-off scudetto, dove si affrontano accoppiate col metodo della serpentina al meglio delle cinque gare.
Le prime due classificate accedono direttamente alle semifinali dei play-off scudetto, che si disputano al meglio delle sette gare, così come la finale.
L'ultima classificata retrocede in Sezione B;
- Nella Sezione B concorrono otto franchigie, che danno vita ad un girone all'italiana:

Le prime quattro classificate accedono ai play-off promozione, dove vengono accoppiate col metodo della serpentina e si affrontano al meglio delle cinque gare, così come la finale.

## Squadre partecipanti[1]
| Sezione A: - Caribes de San Sebastián - Changos de Naranjito - Criollos de Caguas - Patateros de Sabana - Plataneros de Corozal - Toa Alta - Vampiros de Moca | Sezione B: - Bravos de Cidra - Bucaneros de Arroyo - Cafeteros de Yauco - Gigantes de Adjuntas - Leones de Ponce - Mets de Guaynabo - Patriotas de Lares - Montañeses de Utuado |

## Campionato[1]

### Sezione A

#### Regular season

##### Classifica
| Pos. | Squadra                  | Pt | G  | V  | P  | SV | SP | Ratio | PF | PS | Ratio |
| ---- | ------------------------ | -- | -- | -- | -- | -- | -- | ----- | -- | -- | ----- |
| 1    | Changos de Naranjito     | 54 | 30 | 27 | 3  |    |    |       |    |    |       |
| 2    | Plataneros de Corozal    | 46 | 30 | 23 | 7  |    |    |       |    |    |       |
| 3    | Caribes de San Sebastián | 42 | 30 | 21 | 9  |    |    |       |    |    |       |
| 4    | Toa Alta                 | 18 | 30 | 9  | 21 |    |    |       |    |    |       |
| 5    | Criollos de Caguas       | 18 | 30 | 9  | 21 |    |    |       |    |    |       |
| 6    | Vampiros de Moca         | 18 | 30 | 9  | 21 |    |    |       |    |    |       |
| 7    | Patateros de Sabana      | 14 | 30 | 7  | 23 |    |    |       |    |    |       |

| Ai play-off scudetto |

#### Play-off

##### Round-robin

###### Tabellone
|  | Quarti di finale | Quarti di finale      | Quarti di finale         |                          |                          | Semifinali | Semifinali | Semifinali |  |  | Finale | Finale               | Finale |
|  |                  |                       |                          |                          |                          |            |            |            |  |  |        |                      |        |
|  | 1                | Changos de Naranjito  |                          |                          |                          |            |            |            |  |  |        |                      |        |
|  |                  |                       |                          |                          |                          |            |            |            |  |  |        |                      |        |
|  |                  | 1                     | Changos de Naranjito     | 4                        |                          |            |            |            |  |  |        |                      |        |
|  |                  |                       |                          | 4                        |                          |            |            |            |  |  |        |                      |        |
|  |                  | 5                     | Criollos de Caguas       | 0                        |                          |            |            |            |  |  |        |                      |        |
|  | 4                | 5                     | Criollos de Caguas       | 0                        | Toa Alta                 | 2          |            |            |  |  |        |                      |        |
|  | 4                |                       |                          |                          | Toa Alta                 | 2          |            |            |  |  |        |                      |        |
|  | 5                | Criollos de Caguas    | 3                        |                          |                          |            |            |            |  |  |        |                      |        |
|  |                  |                       |                          |                          |                          |            |            |            |  |  | 1      | Changos de Naranjito | 4      |
|  |                  |                       | 3                        | Caribes de San Sebastián | 0                        |            |            |            |  |  |        |                      |        |
|  | 2                | Plataneros de Corozal |                          |                          |                          |            |            |            |  |  |        |                      |        |
|  |                  |                       |                          |                          |                          |            |            |            |  |  |        |                      |        |
|  |                  | 2                     | Plataneros de Corozal    | 3                        |                          |            |            |            |  |  |        |                      |        |
|  |                  |                       |                          | 3                        |                          |            |            |            |  |  |        |                      |        |
|  |                  | 3                     | Caribes de San Sebastián | 4                        |                          |            |            |            |  |  |        |                      |        |
|  | 3                | 3                     | Caribes de San Sebastián | 4                        | Caribes de San Sebastián | 3          |            |            |  |  |        |                      |        |
|  | 3                |                       |                          |                          | Caribes de San Sebastián | 3          |            |            |  |  |        |                      |        |
|  | 6                | Vampiros de Moca      | 1                        |                          |                          |            |            |            |  |  |        |                      |        |

### Sezione B

#### Regular season

##### Classifica
| Pos. | Squadra              | Pt | G  | V  | P  | SV | SP | Ratio | PF | PS | Ratio |
| ---- | -------------------- | -- | -- | -- | -- | -- | -- | ----- | -- | -- | ----- |
| 1    | Leones de Ponce      | 46 | 28 | 23 | 5  |    |    |       |    |    |       |
| 2    | Cafeteros de Yauco   | 42 | 28 | 21 | 7  |    |    |       |    |    |       |
| 3    | Patriotas de Lares   | 38 | 28 | 19 | 9  |    |    |       |    |    |       |
| 4    | Montañeses de Utuado | 38 | 28 | 19 | 9  |    |    |       |    |    |       |
| 5    | Bravos de Cidra      | 34 | 28 | 17 | 11 |    |    |       |    |    |       |
| 6    | Mets de Guaynabo     | 14 | 28 | 7  | 21 |    |    |       |    |    |       |
| 7    | Bucaneros de Arroyo  | 10 | 28 | 5  | 23 |    |    |       |    |    |       |
| 8    | Gigantes de Adjuntas | 2  | 28 | 1  | 27 |    |    |       |    |    |       |

| Ai play-off promozione |

#### Play-off promozione

##### Tabellone
|  | Semifinali           | Semifinali           | Semifinali         |                    |                 | Finale          | Finale | Finale |  |
|  |                      |                      |                    |                    |                 |                 |        |        |  |
|  | Leones de Ponce      | Leones de Ponce      | 3                  |                    |                 |                 |        |        |  |
|  | Leones de Ponce      | Leones de Ponce      | 3                  |                    |                 |                 |        |        |  |
|  | Montañeses de Utuado | Montañeses de Utuado | 0                  |                    |                 |                 |        |        |  |
|  | Montañeses de Utuado | Montañeses de Utuado | 0                  |                    | Leones de Ponce | Leones de Ponce | 3      |        |  |
|  |                      |                      |                    |                    | Leones de Ponce | Leones de Ponce | 3      |        |  |
|  |                      |                      | Patriotas de Lares | Patriotas de Lares | 2               |                 |        |        |  |
|  | Cafeteros de Yauco   | Cafeteros de Yauco   | Patriotas de Lares | Patriotas de Lares | 2               | 2               |        |        |  |
|  | Cafeteros de Yauco   | Cafeteros de Yauco   |                    |                    |                 |                 |        |        |  |
|  | Patriotas de Lares   | Patriotas de Lares   | 3                  |                    |                 |                 |        |        |  |